# Vanadi(III) fluoride
Vanadi(III) fluoride là hợp chất hóa học có công thức VF3. Chất rắn không bắt lửa màu vàng lục này thu được trong quy trình hai bước từ V2O3. Tương tự như các fluoride kim loại chuyển tiếp khác (như MnF2), nó thể hiện từ tính ở nhiệt độ rất thấp (ví dụ V2F6·4H2O ở mức dưới 12 K).

## Điều chế
Bước đầu tiên: cần phải tạo ra muối hexafluorovanadat(III) bằng cách sử dụng amoni bifluoride:
V2O3 + 6NH4HF2 → 2(NH4)3VF6 + 3H2O
Bước thứ hai: hexafluorovanadat(III) bị phân hủy bởi nhiệt.
(NH4)3VF6 → 3NH3 + 3HF + VF3
Sự phân hủy nhiệt của muối amoni là một phương pháp tương đối phổ biến để điều chế các hợp chất vô cơ dạng rắn.
VF3 cũng có thể được điều chế bằng cách xử lý V2O3 bằng HF. VF3 là một chất rắn kết tinh với 6 nguyên tử vanadi kết hợp với các nguyên tử fluor bắc cầu. Từ tính của nó cho thấy sự hiện diện của hai electron chưa ghép cặp.

## Hợp chất khác
Vanadi(III) fluoride còn tạo một số hợp chất với NH3, như VF3·3NH3 là tinh thể màu oải hương.